# Jimmy Young (chanteur)
 (avril 2021).
Pour les articles homonymes, voir Jimmy Young et Young.
Jimmy Young (21 septembre 1921 - 7 novembre 2016), est un chanteur britannique, disc-jockey et personnalité de la radio. Au début de sa carrière, dans les années 1950, il réalise 2 hits : Unchained Melody et The Man from Laramie, tous deux en 1955, ainsi que plusieurs autres succès du top dix au Royaume-Uni, mais il est plus connu pour son émission sur BBC Radio 2, The JY Prog, qui dure de 1973 à 2002.